# São Domingos (Sergipe)
São Domingos es un municipio brasilero del estado de Sergipe. Se localiza a una latitud 10º47'29" sur y a una longitud 37º34'04" oeste, estando a una altitud de 200 metros. Su población estimada en 2004 era de 10.034 habitantes.
Posee un área de 102,3 km². 
Limita con 4 municipios: Campo do Brito al norte y este, Macambira y Simão Días al noroeste y Lagarto al sur a través del río Vaza Barris. También es encontrada la Sierra de la Miaba al noroeste del municipio.